# Вихрь (лодочный мотор)

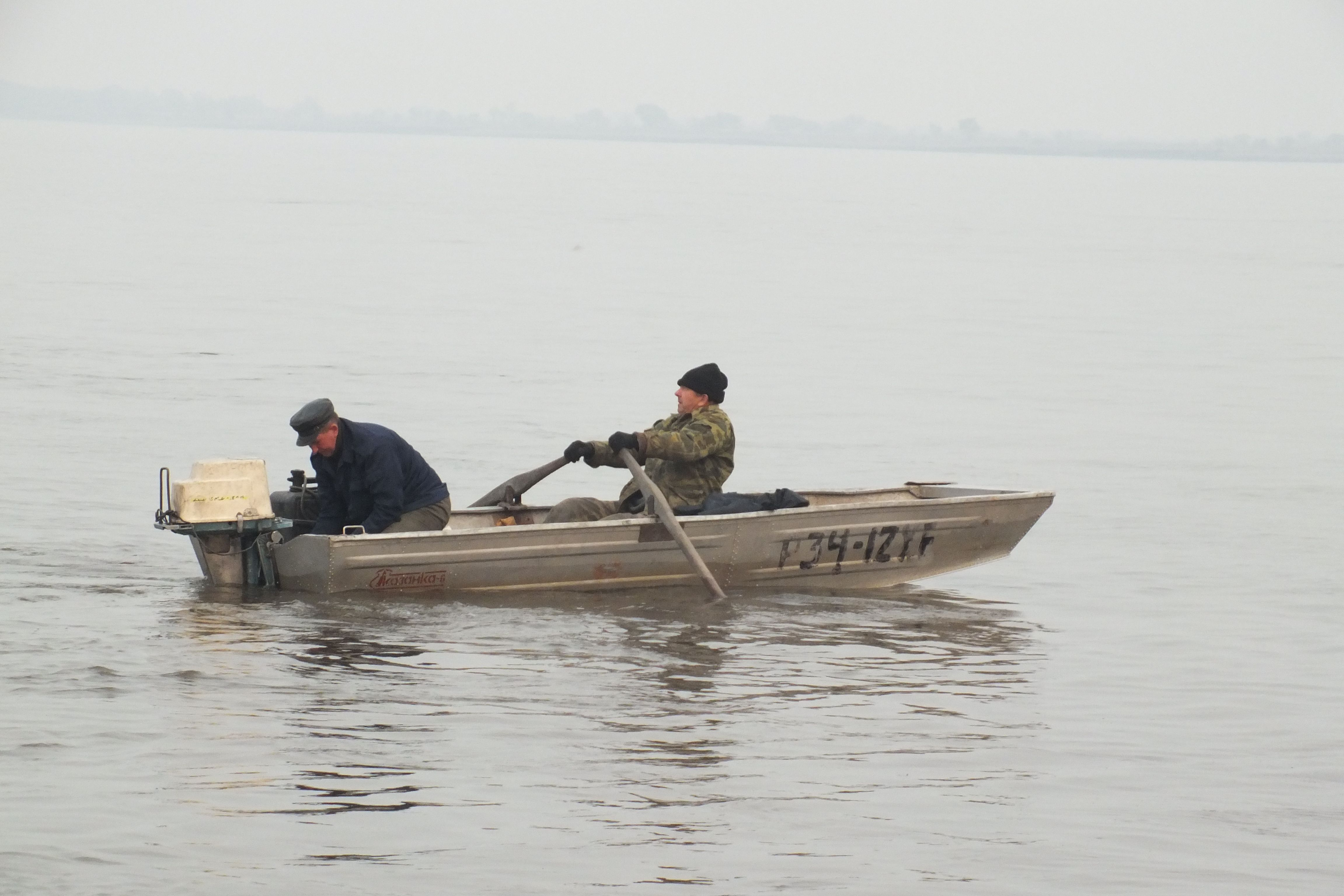
«Казанка-6» с мотором «Вихрь-30»

«Вихрь» — марка советских подвесных лодочных моторов производства Куйбышевского моторостроительного производственного объединения им. Фрунзе (г. Самара) с 1966 года по 2010 год и являвшийся в указанный период самым массовым лодочным мотором в СССР и на постсоветском пространстве.

## Конструктивные особенности
Серийно выпускались три модели: «Вихрь», мощностью 20 л.с., «Вихрь-М», мощностью 25 л. с. и «Вихрь-30», мощностью 30 л. с.
Были изготовлены экспериментальные образцы моторов мощностью 40, 45 и 60 л. с.
Конструкция и внешний вид были изначально скопированы с далеко не лучшего по техническим решениям и потребительским качествам западногерманского 20-сильного мотора «Кёниг», который был снят с производства практически одновременно с началом серийного выпуска «Вихря». Это следование сомнительному образцу сделало мотор проблемным и устаревшим уже на момент рождения, чего во многом избежали создатели мотора «Москва», выбравшие для копирования весьма приличный американский прототип. В результате самым массовым советским мотором стал мотор с массой врождённых недостатков, часто усугубленных небрежным изготовлением.
Лодочные моторы «Вихрь» построены по классической схеме с вертикальным расположением узлов.
Двигатель — двухтактный двухцилиндровый карбюраторный двигатель. У мотора «Вихрь» продувка дефлекторная, у моторов «Вихрь-М» и «Вихрь-30» — трёхканальная возвратно-петлевая продувка. «Вихрь-М» («Вихрь-25») и «Вихрь-30» по конструкции отличаются незначительно, в основном формой глушителя и устройством выхлопа в дейдвуде, у «Вихрь-30» настроенный выхлоп. Впуск свежей смеси в картер — через золотниковое устройство с текстолитовыми «шайбами».
Рабочий объём мотора «Вихрь» составляет 423 см3, «Вихрь-М» = 423 см3, «Вихрь-30» = 488 см3.
Топливо — смесь бензина А-76 с автолом или маслом для двухтактных двигателей.
Зажигание рабочей смеси осуществляется от магнето МГ-101 на Вихрь и МВ-1 на Вихрь-25/30 с маховиком, на ранних моделях — с контактным прерывателем, с начала 80-х годов — бесконтактное.
Охлаждение двигателя — принудительное, забортной водой. Для этого в конструкции мотора предусмотрен насос-дозатор (помпа).
Запуск двигателя осуществляется ручным стартером. Модель «Вихрь-30» может комплектоваться и электростартером. Предусмотрен также «аварийный» запуск при помощи стартового шнура.
Дейдвудная труба мотора (промежуточный корпус) связывает двигатель и редуктор. С помощью подвески с упругими элементами и струбцинами мотор закрепляется на транце лодки.
Редуктор моторов «Вихрь» конический одноступенчатый реверсивный с возможностью включения свободного хода.
Гребной винт трёхлопастной. Передача вращения от выходного вала редуктора к винту — через демпфер и два латунных срезных штифта диам. 5 мм, которые являются самым слабым звеном в силовой передаче от двигателя к редуктору. При ударе винта о подводное препятствие или при включении хода на больших оборотах двигателя штифты срезаются и предохраняют детали мотора от поломки. Для продолжения движения штифты необходимо заменить.
Управление мотором осуществляется с помощью румпеля и дистанционно.
Моторы имеют отдельный бензобак стандартной ёмкостью 22 литра, который можно размещать в любом месте лодки.
Двигатель закрывается кожухом.
Мотор имеет генератор переменного тока (напряжение 12 В, мощность 30 Вт) для питания ходовых огней лодки и заряда аккумуляторов.

## Потребительские характеристики
Подвесные лодочные моторы «Вихрь» — самые массовые в СССР. Нашли применение на туристических, хозяйственных, прогулочных, патрульных и спасательных лодках — там, где требуется достижение высокой скорости движения.
В 1985—1993 годах Вихрь-30 был единственным серийно выпускаемым в стране мощным лодочным мотором (свыше 8 л. с.).

### Достоинства
- достаточно высокая мощность;
- невысокая цена мотора: в 1970-х годах «Вихрь» стоил 400 рублей и был существенно дешевле импортных моторов аналогичного класса и мощности, которые в тот период стоили около 700—800 долларов США.
- доступность запасных частей, так как их выпускал не только завод-изготовитель мотора, но и множество других заводов, кооперативов (в 1980-х годах), а позже — различные фирмы в России и Китае. По этому показателю «Вихрь» существенно превосходил все остальные советские моторы. Кроме того, «Вихрь» среди моторов аналогичного класса имеет общую невысокую численность деталей, подверженных износу и поломкам.
- хорошая ремонтопригодность — практически любую неполадку можно устранить (при наличии минимального набора запчастей и инструмента) даже в путевых условиях;

Благодаря этим достоинствам «Вихрь» получил большую популярность в СССР, а в труднодоступных местах оставался популярным и в конце 2010-х годов.

### Недостатки
Недостатков у моторов «Вихрь» было значительно больше, и многие из них не были устранены заводом вплоть до окончания выпуска моторов:
- слишком большое гидродинамическое сопротивление подводной части, особенно у ранних моторов;
- довольно высокая шумность (владельцы моторов снижали шумность обшивкой кожуха поролоном с внутренней стороны);
- неудачное расположение выхлопного патрубка, приводящее к возникновению гидродинамического момента, стремящегося развернуть мотор и создающего статическое усилие на румпеле (6 кг).
- отсутствие термостата в системе охлаждения, что не позволяет поддерживать оптимальный тепловой режим двигателя в весенний и осенний периоды;
- нестандартное крепление гребного винта, и как следствие — невозможность использования винтов, выпускавшихся зарубежными производителями;
- низкий КПД гребного винта, редуктора (владельцы моторов выполняли полировку винта и корпуса редуктора, что повышало КПД);
- неоптимальные для большинства лодок параметры штатного гребного винта;
- в редукторе используются подшипники скольжения, имеющие ограниченный срок службы, и уплотнительные манжеты невысокого качества;
- неудобный механизм реверса, не позволяющий фиксировать муфту сцепления в положении свободного хода, что приводило к авариям или падениям человека, запускающего мотор, за борт;
- Неразъёмная тяга включения хода, что сильно затрудняло снятие и особенно установку редуктора на место после ремонта.
- невысокая надёжность золотникового устройства;
- на ранней модели «Вихрь» — тяжёлый тепловой режим верхнего цилиндра;
- ненадёжное магнето, как контактное, так и электронное;
- затрудненная регулировка карбюратора.
- на моторе «Вихрь-30» каналы системы охлаждения имели недостаточное сечение, как следствие, при изношенной помпе мотор периодически перегревается.
- эксцентричность помпы составляла всего 1,1 мм, и при совсем небольшом износе резиновой крыльчатки охлаждение мотора ухудшалось либо совсем прекращалось.

### Любительские доработки
Владельцы моторов часто модернизировали их с целью устранения недостатков или повышения эксплуатационных качеств. В этом плане конструкция мотора предоставляла большие возможности. Помогали владельцам многочисленные публикации в журнале «Катера и яхты», а также книга «Вихрь без секретов», написанная главным конструктором. Некоторые доработки мотора были возможны только в заводских условиях.
Поскольку прототипом мотора «Вихрь» были немецкие моторы Кёниг, которые хорошо зарекомендовали себя в водномоторном спорте, конструкция советского мотора также допускала значительную форсировку, чем пользовались как спортсмены, так и водномоторники-любители. Первые обычно получали мощность 45-50 л. с. при 8000-8500 об/мин, правда, за счёт катастрофического сокращения ресурса (до 30—60 минут). Вторые стремились к компромиссу между мощностью и надежностью и форсировали 20 сильный «Вихрь» примерно до 22-24 л. с., а 30 сильный — до 33-35 л. с. без повышения частоты вращения, только за счет совершенствования процесса продувки и тонкой настройки карбюратора и применения самодельных более совершенных систем электронного зажигания. Популярны были и доработки мотора для повышения надежности.

## Дополнительная информация

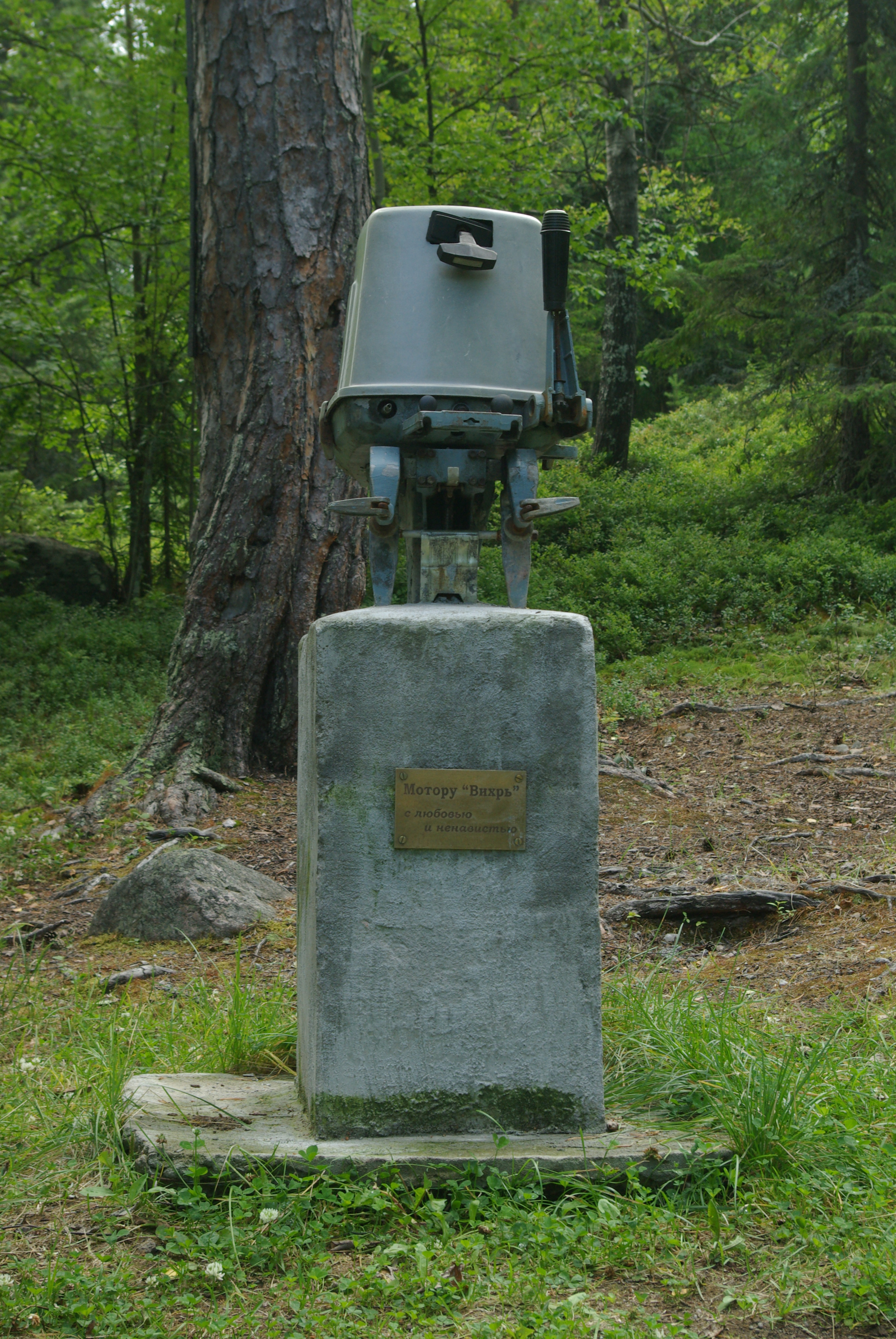
Памятник мотору «Вихрь»

На Беломорской биологической станции Зоологического института РАН у мыса Картеш установлен памятник мотору. Табличка на небольшом бетонном обелиске гласит: «Мотору „Вихрь“ — с любовью и ненавистью».[значимость факта?]